# Greenfoot
Greenfoot es un ambiente interactivo de desarrollo Java para propósitos educacionales. Permite la creación de aplicaciones gráficas en dos dimensiones, como simulaciones y juegos.
Comparativamente, en otra herramienta de aprendizaje de programación conocida como Alice, al no existir en el entorno de programación  un editor del código de programación propiamente dicho, se sortean las dificultades inherentes al rigor sintáctico  a los primeros pasos en la programación orientada a objetos. Se trata de que el árbol no nos impida ver el bosque. Algunos profesores han encontrado que estudiantes que pueden programar en Alice se enfrentan a posteriori con dificultades a la hora de introducirse en un lenguaje de programación tradicional que usa editor de texto (para la sintaxis).
En un posible itinerario de aprendizaje, así como Scratch es el paso previo natural a Alice por su sencillez de uso, Greenfoot puede ser de utilidad a la hora de afrontar la transición a un lenguaje de programación orientada a objetos en un entorno de desarrollo con editor de texto. Greenfoot mantiene el atractivo visual y amigabilidad del entorno, así como la orientación a la realización de -entre otras cosas- videojuegos.
Siendo relativamente sencillo y en poco tiempo crear simples videojuegos en Greenfoot, es igualmente posible construir sofisticadas simulaciones de complejos sistemas, con la posibilidad de usar algoritmos de inteligencia artificial o conectividad a bases de datos, por poner algunos ejemplos. El lenguaje Java, que desarrolla el entorno de programación Greenfoot, es un lenguaje muy rico que abre todo un mundo de posibilidades, y Greenfoot no impone ninguna restricción en lo relativo a qué aspectos del lenguaje pueden ser utilizados. Greenfoot proporciona una buena escalabilidad: facilita una cómoda introducción para principiantes, así como sofisticados e interesantes escenarios para programadores avanzados.

## Historia y versiones
La primera versión completa, Greenfoot v1.0, fue publicada el 31 de mayo de 2006, con siguientes actualizaciones ocasionales.
En mayo de 2007, el Greenfoot project recibió el premio "Duke's Choice Award" en la categoría "Tecnología Java en Educación".
En marzo de 2009, el proyecto Greenfoot se convirtió en Free and Open Source Software, y fue licenciado bajo GNU GPL con Classpath exception.
En agosto de 2009, se publicó un libro de texto que enseña a programar con Greenfoot.
A 31 de octubre de 2010, la última versión era la 2.0.0., la primera versión que recibe soporte de Oracle. El editor y la API sufrieron grandes cambios desde la versión anterior, la 1.5.6.
El editor añadió código de completado, coloreó el marcado de extensión, mejoró la búsqueda y reemplazamiento, y se añadió una vista de navegación nueva y un grabador de sonido . Fue eliminado playSound de Actor y reemplazado por una clase de alto nivel llamada GreenfootSound, que añade la habilidad de pausar y serpentear (loop) sonidos, así como soporte MP3.
Historial de versiones:
| Versión         | Fecha de lanzamiento    | Descripción |
| --------------- | ----------------------- | --- |
| Greenfoot 0.5   | 31 de marzo de 2006     | Versión beta, requiere Java 5 |
| Greenfoot 0.9   | 11 de mayo de 2006      | Numerosas mejoras (en teclado y GUI, entre otros) y correcciones de bugs, nuevo logotipo |
| Greenfoot 1.0   | 31 de mayo de 2006      | 1ª versión completa |
| Greenfoot 1.0.1 | 20 de junio de 2006     | Correcciones menores de errores (bugs) |
| Greenfoot 1.0.2 | 17 de julio de 2006     | Correcciones menores de bugs |
| Greenfoot 1.1   | 1 de febrero de 2007    | Corregidos errores, añadidas funcionalidades como por ejemplo sonidos, o sistemas multiusuario; mejoras en la API |
| Greenfoot 1.2   | 26 de marzo de 2007     | Mejoras en desempeño, corrección de errores |
| Greenfoot 1.2.1 | 4 de mayo de 2007       | Arreglados fallos con controles y otros aspectos |
| Greenfoot 1.3   | 1 de noviembre de 2007  | Internationalización de la interfaz de usuario de Greenfoot (traducción al alemán), añadidas funcionalidades |
| Greenfoot 1.4   | 20 de febrero de 2008   | Corregidos varios bugs, añadido soporte a la API para ratón (mouse) y método para especificar orden de acción |
| Greenfoot 1.4.1 | 5 de marzo de 2008      | Añadido escenario de globos a la distribución Greenfoot, y función 'Inspect...' en el menú de clases; corregidos bugs varios |
| Greenfoot 1.4.5 | 2 de julio de 2008      | Realizadas mejoras relacionadas con la galería, el rango del speed slider ha cambiado, muchos bugs reparados |
| Greenfoot 1.4.6 | 22 de octubre de 2008   | Cambiado el modo de manejo de ventanas (las ventanas aparecen al frente), corrección de fallos, añadidas traducciones a la interfaz: francés, griego, italiano                                                                                       |
| Greenfoot 1.5.0 | 20 de enero de 2009     | Cambios en la API, corrección de varios bugs |
| Greenfoot 1.5.1 | 30 de enero de 2009     | Reparados varios fallos |
| Greenfoot 1.5.2 | 9 de julio de 2009      | Ahora se pueden asociar los archivos Greenfoot al programa; mejoras de velocidad, corregidos varios errores menores |
| Greenfoot 1.5.3 | 15 de julio de 2009     | Reparados varios bugs |
| Greenfoot 1.5.4 | 11 de agosto de 2009    | Mejoras en la habilidad del programa para manejar casos, corregidos un par de bugs |
| Greenfoot 1.5.5 | 1 de octubre de 2009    | Añadida traducción al español y al ruso, corregidos errores |
| Greenfoot 1.5.6 | 19 de octubre de 2009   | Corregidos erroes de exportación, ahora los archivos "project.greenfoot" se asocian automáticamente al programa en MS Windows |
| Greenfoot 2.0   | 5 de octubre de 2010    | Primera versión en recibir soporte de Oracle. Mejoras en la API de sonido: añadido grabador Built-in con edición básica, soporte para MP3, integración con el editor de imágenes del sistema, y otras funcionalidades más. Corrección de muchos bugs |
| Greenfoot 2.0.1 | 15 de diciembre de 2010 | Introduce un constructor GreenfootImage nuevo para mejor manejo de texto |

Greenfoot está disponible para Microsoft Windows, Mac OS, Linux, Solaris y, en general, cualquiera compatible con JVM. Requiere, además, JDK versión 1.5 o superior; no basta con tener el Java Runtime Environment (JRE) que casi todo ordenador instala para aplicaciones web Java.